# Giải bóng đá vô địch quốc gia Đức 2022–23
Giải bóng đá vô địch quốc gia Đức 2022–23 (Bundesliga 2022-23) là mùa giải thứ 60 của Giải bóng đá vô địch quốc gia Đức, giải đấu bóng đá hàng đầu của nước Đức. Giải bắt đầu vào ngày 5 tháng 8 năm 2022 và kết thúc vào ngày 27 tháng 5 năm 2023.
Bayern Munich là đương kim vô địch 10 lần liên tiếp và đã bảo vệ thành công chức vô địch.
Vì FIFA World Cup 2022 được tổ chức từ ngày 21 tháng 11 đến 18 tháng 12 năm 2022 do điều kiện khí hậu của nước chủ nhà Qatar, giải đấu có quãng nghỉ kéo dài giữa mùa giải. Khi các câu lạc bộ phải nhả người cho đội tuyển quốc gia vào ngày 14 tháng 11 năm 2022, vòng đấu Bundesliga cuối cùng trước quãng nghỉ dự kiến từ ngày 11–13 tháng 11 (vòng đấu 15). Giải đấu trở lại 10 tuần sau vào ngày 20 tháng 1 năm 2023.
Lịch thi đấu được công bố vào ngày 17 tháng 6 năm 2022.

## Các đội bóng
Tổng cộng có 18 đội tham dự Bundesliga mùa giải 2022-23.

### Thay đổi đội bóng
| Thăng hạng từ 2. Bundesliga 2021-22 | Xuống hạng từ Bundesliga 2021-22 |
| ----------------------------------- | -------------------------------- |
| Schalke 04 Werder Bremen            | Arminia Bielefeld Greuther Fürth |

### Sân vận động và địa điểm
| Đội                      | Địa điểm             | Sân vận động                        | Sức chứa | Tham khảo     |
| ------------------------ | -------------------- | ----------------------------------- | -------- | ------------- |
| FC Augsburg              | Augsburg             | Sân vận động WWK Arena              | 30.660   | [ 3 ]         |
| Hertha BSC               | Berlin               | Sân vận động Olympic                | 74.649   | [ 4 ]         |
| Union Berlin             | Berlin               | Sân vận động An der Alten Försterei | 22.012   | [ 5 ]         |
| VfL Bochum               | Bochum               | Sân vận động Vonovia Ruhr           | 27.599   | [ 6 ]         |
| Werder Bremen            | Bremen               | Sân vận động Wohninvest Weser       | 42.100   | [ 7 ]         |
| Borussia Dortmund        | Dortmund             | Sân vận động Signal Iduna Park      | 81.365   | [ 8 ]         |
| Eintracht Frankfurt      | Frankfurt            | Sân vận động Deutsche Bank Park     | 51.500   | [ 9 ]         |
| SC Freiburg              | Freiburg im Breisgau | Sân vận động Europa-Park            | 34.700   | [ 10 ] [ 11 ] |
| 1899 Hoffenheim          | Sinsheim             | Sân vận động PreZero Arena          | 30.150   | [ 12 ]        |
| 1. FC Köln               | Cologne              | Sân vận động RheinEnergie           | 49.698   | [ 13 ]        |
| RB Leipzig               | Leipzig              | Sân vận động Red Bull Arena         | 47.069   | [ 14 ]        |
| Bayer Leverkusen         | Leverkusen           | Sân vận động BayArena               | 30.210   | [ 15 ]        |
| Mainz 05                 | Mainz                | Sân vận động Mewa Arena             | 34.000   | [ 16 ]        |
| Borussia Mönchengladbach | Mönchengladbach      | Sân vận động Borussia-Park          | 54.057   | [ 17 ]        |
| Bayern Munich            | Munich               | Sân vận động Allianz Arena          | 75.000   | [ 18 ]        |
| Schalke 04               | Gelsenkirchen        | Sân vận động Veltins-Arena          | 62.271   | [ 19 ]        |
| VfB Stuttgart            | Stuttgart            | Sân vận động Mercedes-Benz Arena    | 60.449   | [ 20 ]        |
| VfL Wolfsburg            | Wolfsburg            | Sân vận động Volkswagen Arena       | 30.000   | [ 21 ]        |

### Nhân sự và trang phục
| Đội                      | Huấn luyện viên      | Đội trưởng          | Nhà sản xuất trang phục | Nhà tài trợ áo đấu                   | Nhà tài trợ áo đấu                                                      |
| Đội                      | Huấn luyện viên      | Đội trưởng          | Nhà sản xuất trang phục | Ngực áo                              | Tay áo                                                                  |
| ------------------------ | -------------------- | ------------------- | ----------------------- | ------------------------------------ | ----------------------------------------------------------------------- |
| FC Augsburg              | Enrico Maaßen        | Jeffrey Gouweleeuw  | Nike                    | WWK Versicherung                     | Siegmund                                                                |
| Hertha BSC               | Pál Dárdai           | Marvin Plattenhardt | Nike                    | Autohero                             | CG Elementum                                                            |
| Union Berlin             | Urs Fischer          | Christopher Trimmel | Adidas                  | wefox                                | Comedy Central/Aroundtown (in cup and UEFA matches)                     |
| VfL Bochum               | Thomas Letsch        | Anthony Losilla     | Mizuno                  | Vonovia                              | Viactiv Betriebskrankenkasse/AIC Service & Call Center (in cup matches) |
| Werder Bremen            | Ole Werner           | Marco Friedl        | Umbro                   | Green Legend                         | Ammerländer                                                             |
| Borussia Dortmund        | Edin Terzić          | Marco Reus          | Puma                    | 1&1/Evonik (in cup and UEFA matches) | GLS Group                                                               |
| Eintracht Frankfurt      | Oliver Glasner       | Sebastian Rode      | Nike                    | Indeed.com                           | dpd/JOKA (in UEFA matches)                                              |
| SC Freiburg              | Christian Streich    | Christian Günter    | Nike                    | Cazoo                                | BABISTA                                                                 |
| 1899 Hoffenheim          | Pellegrino Matarazzo | Oliver Baumann      | Joma                    | SAP                                  | hep global                                                              |
| 1. FC Köln               | Steffen Baumgart     | Jonas Hector        | Hummel                  | REWE                                 | DEVK/Deutsche Telekom (in cup and UEFA matches)                         |
| RB Leipzig               | Marco Rose           | Péter Gulácsi       | Nike                    | Red Bull                             | AOC \| Die Stadtentwickler/Veganz (in cup and UEFA matches)             |
| Bayer Leverkusen         | Xabi Alonso          | Lukáš Hrádecký      | Castore                 | Barmenia Versicherungen              | Trive/Kumho Tyres (in cup matches)                                      |
| Mainz 05                 | Bo Svensson          | Silvan Widmer       | Kappa                   | Kömmerling                           | fb88.com/LOTTO Rheinland-Pfalz (in cup matches)                         |
| Borussia Mönchengladbach | Daniel Farke         | Lars Stindl         | Puma                    | flatex                               | Sonepar                                                                 |
| Bayern Munich            | Thomas Tuchel        | Manuel Neuer        | Adidas                  | Deutsche Telekom                     | Qatar Airways/Audi (in cup and UEFA matches)                            |
| Schalke 04               | Thomas Reis          | Simon Terodde       | Adidas                  | MeinAuto.de                          | Harfid                                                                  |
| VfB Stuttgart            | Sebastian Hoeneß     | Wataru Endo         | Jako                    | Mercedes-Benz Bank                   | Mercedes-EQ                                                             |
| VfL Wolfsburg            | Niko Kovač           | Maximilian Arnold   | Nike                    | Volkswagen                           | Linglong Tire                                                           |

### Thay đổi huấn luyện viên
| Đội                      | Đi                            | Lý do                   | Ngày đi              | Ngày đi              | Vị trí ở bảng xếp hạng | Đến                           | Ngày đến             | Ngày đến             | Tham khảo     |
| Đội                      | Đi                            | Lý do                   | Công bố vào ngày     | Rời đi vào ngày      | Vị trí ở bảng xếp hạng | Đến                           | Công bố vào ngày     | Đến vào ngày         | Tham khảo     |
| ------------------------ | ----------------------------- | ----------------------- | -------------------- | -------------------- | ---------------------- | ----------------------------- | -------------------- | -------------------- | ------------- |
| Schalke 04               | Mike Büskens (tạm quyền)      | Hết thời gian tạm quyền | 7 tháng 3 năm 2022   | 30 tháng 6 năm 2022  | Tiền mùa giải          | Frank Kramer                  | 7 tháng 6 năm 2022   | 1 tháng 7 năm 2022   | [ 30 ] [ 31 ] |
| Hertha BSC               | Felix Magath (tạm quyền)      | Hết thời gian tạm quyền | 13 tháng 3 năm 2022  | 30 tháng 6 năm 2022  | Tiền mùa giải          | Sandro Schwarz                | 2 tháng 6 năm 2022   | 1 tháng 7 năm 2022   | [ 32 ] [ 33 ] |
| FC Augsburg              | Markus Weinzierl              | Hết hợp đồng            | 14 tháng 5 năm 2022  | 30 tháng 6 năm 2022  | Tiền mùa giải          | Enrico Maaßen                 | 8 tháng 6 năm 2022   | 1 tháng 7 năm 2022   | [ 34 ] [ 35 ] |
| Borussia Mönchengladbach | Adi Hütter                    | Hai bên đồng thuận      | 14 tháng 5 năm 2022  | 30 tháng 6 năm 2022  | Tiền mùa giải          | Daniel Farke                  | 4 tháng 6 năm 2022   | 1 tháng 7 năm 2022   | [ 36 ] [ 37 ] |
| VfL Wolfsburg            | Florian Kohfeldt              | Hai bên đồng thuận      | 15 tháng 5 năm 2022  | 30 tháng 6 năm 2022  | Tiền mùa giải          | Niko Kovač                    | 24 tháng 5 năm 2022  | 1 tháng 7 năm 2022   | [ 38 ] [ 39 ] |
| 1899 Hoffenheim          | Sebastian Hoeneß              | Hai bên đồng thuận      | 17 tháng 5 năm 2022  | 30 tháng 6 năm 2022  | Tiền mùa giải          | André Breitenreiter           | 24 tháng 5 năm 2022  | 1 tháng 7 năm 2022   | [ 40 ] [ 41 ] |
| Borussia Dortmund        | Marco Rose                    | Hai bên đồng thuận      | 20 tháng 5 năm 2022  | 30 tháng 6 năm 2022  | Tiền mùa giải          | Edin Terzić                   | 23 tháng 5 năm 2022  | 1 tháng 7 năm 2022   | [ 42 ] [ 43 ] |
| RB Leipzig               | Domenico Tedesco              | Bị sa thải              | 7 tháng 9 năm 2022   | 7 tháng 9 năm 2022   | Thứ 11                 | Marco Rose                    | 8 tháng 9 năm 2022   | 8 tháng 9 năm 2022   | [ 44 ] [ 45 ] |
| VfL Bochum               | Thomas Reis                   | Bị sa thải              | 12 tháng 9 năm 2022  | 12 tháng 9 năm 2022  | Thứ 18                 | Heiko Butscher (tạm quyền)    | 12 tháng 9 năm 2022  | 12 tháng 9 năm 2022  | [ 46 ]        |
| VfL Bochum               | Heiko Butscher (tạm quyền)    | Hết thời gian tạm quyền | 22 tháng 9 năm 2022  | 22 tháng 9 năm 2022  | Thứ 18                 | Thomas Letsch                 | 22 tháng 9 năm 2022  | 22 tháng 9 năm 2022  | [ 47 ]        |
| Bayer Leverkusen         | Gerardo Seoane                | Bị sa thải              | 5 tháng 10 năm 2022  | 5 tháng 10 năm 2022  | Thứ 17                 | Xabi Alonso                   | 5 tháng 10 năm 2022  | 5 tháng 10 năm 2022  | [ 48 ]        |
| VfB Stuttgart            | Pellegrino Matarazzo          | Bị sa thải              | 10 tháng 10 năm 2022 | 10 tháng 10 năm 2022 | Thứ 17                 | Michael Wimmer (tạm quyền)    | 11 tháng 10 năm 2022 | 11 tháng 10 năm 2022 | [ 49 ]        |
| Schalke 04               | Frank Kramer                  | Bị sa thải              | 19 tháng 10 năm 2022 | 19 tháng 10 năm 2022 | Thứ 17                 | Matthias Kreutzer (tạm quyền) | 20 tháng 10 năm 2022 | 20 tháng 10 năm 2022 | [ 50 ]        |
| Schalke 04               | Matthias Kreutzer (tạm quyền) | Hết thời gian tạm quyền | 27 tháng 10 năm 2022 | 27 tháng 10 năm 2022 | Thứ 18                 | Thomas Reis                   | 27 tháng 10 năm 2022 | 27 tháng 10 năm 2022 | [ 51 ]        |

## Bảng xếp hạng
| VT | Đội                      | ST | T  | H  | B  | BT | BB | HS  | Đ  | Giành quyền tham dự hoặc xuống hạng            |
| -- | ------------------------ | -- | -- | -- | -- | -- | -- | --- | -- | ---------------------------------------------- |
| 1  | Bayern Munich (C)        | 34 | 21 | 8  | 5  | 92 | 38 | +54 | 71 | Lọt vào vòng bảng Champions League             |
| 2  | Borussia Dortmund        | 34 | 22 | 5  | 7  | 83 | 44 | +39 | 71 | Lọt vào vòng bảng Champions League             |
| 3  | RB Leipzig               | 34 | 20 | 6  | 8  | 64 | 41 | +23 | 66 | Lọt vào vòng bảng Champions League             |
| 4  | Union Berlin             | 34 | 18 | 8  | 8  | 51 | 38 | +13 | 62 | Lọt vào vòng bảng Champions League             |
| 5  | SC Freiburg              | 34 | 17 | 8  | 9  | 51 | 44 | +7  | 59 | Lọt vào vòng bảng Europa League                |
| 6  | Bayer Leverkusen         | 34 | 14 | 8  | 12 | 57 | 49 | +8  | 50 | Lọt vào vòng bảng Europa League                |
| 7  | Eintracht Frankfurt      | 34 | 13 | 11 | 10 | 58 | 52 | +6  | 50 | Lọt vào vòng play-off Europa Conference League |
| 8  | VfL Wolfsburg            | 34 | 13 | 10 | 11 | 57 | 48 | +9  | 49 |                                                |
| 9  | Mainz 05                 | 34 | 12 | 10 | 12 | 54 | 55 | −1  | 46 |                                                |
| 10 | Borussia Mönchengladbach | 34 | 11 | 10 | 13 | 52 | 55 | −3  | 43 |                                                |
| 11 | 1. FC Köln               | 34 | 10 | 12 | 12 | 49 | 54 | −5  | 42 |                                                |
| 12 | 1899 Hoffenheim          | 34 | 10 | 6  | 18 | 48 | 57 | −9  | 36 |                                                |
| 13 | Werder Bremen            | 34 | 10 | 6  | 18 | 51 | 64 | −13 | 36 |                                                |
| 14 | VfL Bochum               | 34 | 10 | 5  | 19 | 40 | 72 | −32 | 35 |                                                |
| 15 | FC Augsburg              | 34 | 9  | 7  | 18 | 42 | 63 | −21 | 34 |                                                |
| 16 | VfB Stuttgart (O)        | 34 | 7  | 12 | 15 | 45 | 57 | −12 | 33 | Lọt vào vòng play-off xuống hạng               |
| 17 | Schalke 04 (R)           | 34 | 7  | 10 | 17 | 35 | 71 | −36 | 31 | Xuống hạng đến 2. Bundesliga                   |
| 18 | Hertha BSC (R)           | 34 | 7  | 8  | 19 | 42 | 69 | −27 | 29 | Xuống hạng đến 2. Bundesliga                   |

1. 1 2  Vì đội vô địch DFB-Pokal 2022–23, RB Leipzig, lọt vào Champions League dựa trên vị trí giải quốc gia, suất dự vòng bảng Europa League được chuyển qua đội đứng thứ sáu và suất dự vòng play-off Europa Conference League được chuyển qua cho đội đứng thứ bảy.

## Kết quả
| Nhà \ Khách              | AUG | BSC | UNB | BOC | BRE | DOR | FRA | FRE | HOF | KÖL | LEI | LEV | MAI | MÖN | MUN | SCH | STU | WOL |
| ------------------------ | --- | --- | --- | --- | --- | --- | --- | --- | --- | --- | --- | --- | --- | --- | --- | --- | --- | --- |
| FC Augsburg              | —   | 0–2 | 1–0 | 0–1 | 2–1 | 0–3 | 1–2 | 0–4 | 1–0 | 1–3 | 3–3 | 1–0 | 1–2 | 1–0 | 1–0 | 1–1 | 1–1 | 1–1 |
| Hertha BSC               | 2–0 | —   | 0–2 | 1–1 | 2–4 | 0–1 | 1–1 | 2–2 | 1–1 | 2–0 | 0–1 | 2–2 | 1–1 | 4–1 | 2–3 | 2–1 | 2–1 | 0–5 |
| Union Berlin             | 2–2 | 3–1 | —   | 1–1 | 1–0 | 2–0 | 2–0 | 4–2 | 3–1 | 0–0 | 2–1 | 0–0 | 2–1 | 2–1 | 1–1 | 0–0 | 3–0 | 2–0 |
| VfL Bochum               | 3–2 | 3–1 | 2–1 | —   | 0–2 | 1–1 | 3–0 | 0–2 | 5–2 | 1–1 | 1–0 | 3–0 | 1–2 | 2–1 | 0–7 | 0–2 | 2–3 | 1–5 |
| Werder Bremen            | 0–1 | 1–0 | 1–2 | 3–0 | —   | 0–2 | 3–4 | 1–2 | 1–2 | 1–1 | 1–2 | 2–3 | 0–2 | 5–1 | 1–2 | 2–1 | 2–2 | 2–1 |
| Borussia Dortmund        | 4–3 | 4–1 | 2–1 | 3–0 | 2–3 | —   | 4–0 | 5–1 | 1–0 | 6–1 | 2–1 | 1–0 | 2–2 | 5–2 | 2–2 | 1–0 | 5–0 | 6–0 |
| Eintracht Frankfurt      | 1–1 | 3–0 | 2–0 | 1–1 | 2–0 | 1–2 | —   | 2–1 | 4–2 | 1–1 | 4–0 | 5–1 | 3–0 | 1–1 | 1–6 | 3–0 | 1–1 | 0–1 |
| SC Freiburg              | 3–1 | 1–1 | 4–1 | 1–0 | 2–0 | 1–3 | 1–1 | —   | 2–1 | 2–0 | 0–1 | 1–1 | 2–1 | 0–0 | 0–1 | 4–0 | 2–1 | 2–0 |
| 1899 Hoffenheim          | 1–0 | 3–1 | 4–2 | 3–2 | 1–2 | 0–1 | 3–1 | 0–0 | —   | 1–3 | 1–3 | 1–3 | 4–1 | 1–4 | 0–2 | 2–0 | 2–2 | 1–2 |
| 1. FC Köln               | 3–2 | 5–2 | 0–1 | 0–2 | 7–1 | 3–2 | 3–0 | 0–1 | 1–1 | —   | 0–0 | 1–2 | 1–1 | 0–0 | 1–2 | 3–1 | 0–0 | 0–2 |
| RB Leipzig               | 3–2 | 3–2 | 1–2 | 4–0 | 2–1 | 3–0 | 2–1 | 3–1 | 1–0 | 2–2 | —   | 2–0 | 0–3 | 3–0 | 1–1 | 4–2 | 2–1 | 2–0 |
| Bayer Leverkusen         | 1–2 | 4–1 | 5–0 | 2–0 | 1–1 | 0–2 | 3–1 | 2–3 | 0–3 | 1–2 | 2–0 | —   | 2–3 | 2–2 | 2–1 | 4–0 | 2–0 | 2–2 |
| Mainz 05                 | 3–1 | 1–1 | 0–0 | 5–2 | 2–2 | 1–2 | 1–1 | 1–1 | 1–0 | 5–0 | 1–1 | 0–3 | —   | 4–0 | 3–1 | 2–3 | 1–4 | 0–3 |
| Borussia Mönchengladbach | 2–0 | 1–0 | 0–1 | 2–0 | 2–2 | 4–2 | 1–3 | 0–0 | 3–1 | 5–2 | 3–0 | 2–3 | 0–1 | —   | 3–2 | 0–0 | 3–1 | 2–0 |
| Bayern Munich            | 5–3 | 2–0 | 3–0 | 3–0 | 6–1 | 4–2 | 1–1 | 5–0 | 1–1 | 1–1 | 1–3 | 4–0 | 6–2 | 1–1 | —   | 6–0 | 2–2 | 2–0 |
| Schalke 04               | 2–3 | 5–2 | 1–6 | 3–1 | 2–1 | 2–2 | 2–2 | 0–2 | 0–3 | 0–0 | 1–6 | 0–3 | 1–0 | 2–2 | 0–2 | —   | 2–1 | 0–0 |
| VfB Stuttgart            | 2–1 | 2–1 | 0–1 | 4–1 | 0–2 | 3–3 | 1–3 | 0–1 | 1–1 | 3–0 | 1–1 | 1–1 | 1–1 | 2–1 | 1–2 | 1–1 | —   | 0–1 |
| VfL Wolfsburg            | 2–2 | 1–2 | 1–1 | 4–0 | 2–2 | 2–0 | 2–2 | 6–0 | 2–1 | 2–4 | 0–3 | 0–0 | 3–0 | 2–2 | 2–4 | 0–0 | 3–2 | —   |

## Vòng play-off xuống hạng
Vòng play-off xuống hạng diễn ra vào ngày 1 tháng 6 và ngày 5 tháng 6 năm 2023.

### Tổng quan
| Đội 1             | TTS | Đội 2             | Lượt đi | Lượt về |
| ----------------- | --- | ----------------- | ------- | ------- |
| VfB Stuttgart (B) | 6–1 | Hamburger SV (2B) | 3–0     | 3–1     |

### Các trận đấu
Tất cả thời gian là Giờ mùa hè Trung Âu (UTC+2)
| VfB Stuttgart                                 | 3–0      | Hamburger SV |
| --------------------------------------------- | -------- | ------------ |
| - Mavropanos 1' - Vagnoman 51' - Guirassy 54' | Chi tiết |              |

| Hamburger SV | 1–3      | VfB Stuttgart                   |
| ------------ | -------- | ------------------------------- |
| - Kittel 6'  | Chi tiết | - Millot 48', 64' - Silas 90+7' |

VfB Stuttgart thắng với tổng tỷ số 6–1 và do đó cả hai câu lạc bộ ở lại hạng đấu tương ứng của họ. 

## Thống kê

### Các cầu thủ ghi bàn hàng đầu
| Hạng | Cầu thủ            | Câu lạc bộ               | Số bàn thắng |
| ---- | ------------------ | ------------------------ | ------------ |
| 1    | Niclas Füllkrug    | Werder Bremen            | 16           |
| 1    | Christopher Nkunku | RB Leipzig               | 16           |
| 3    | Vincenzo Grifo     | SC Freiburg              | 15           |
| 3    | Randal Kolo Muani  | Eintracht Frankfurt      | 15           |
| 5    | Serge Gnabry       | Bayern Munich            | 14           |
| 6    | Marcus Thuram      | Borussia Mönchengladbach | 13           |
| 7    | Marvin Ducksch     | Werder Bremen            | 12           |
| 7    | Jonas Hofmann      | Borussia Mönchengladbach | 12           |
| 7    | Andrej Kramarić    | 1899 Hoffenheim          | 12           |
| 7    | Jamal Musiala      | Bayern Munich            | 12           |

### Kiến tạo hàng đầu
| Hạng | Cầu thủ            | Câu lạc bộ               | Số pha kiến tạo |
| ---- | ------------------ | ------------------------ | --------------- |
| 1    | Raphaël Guerreiro  | Borussia Dortmund        | 12              |
| 2    | Randal Kolo Muani  | Eintracht Frankfurt      | 11              |
| 3    | Florian Kainz      | 1. FC Köln               | 10              |
| 3    | Jamal Musiala      | Bayern Munich            | 10              |
| 5    | Angeliño           | 1899 Hoffenheim          | 9               |
| 5    | Jonas Hofmann      | Borussia Mönchengladbach | 9               |
| 5    | Alassane Pléa      | Borussia Mönchengladbach | 9               |
| 5    | Mitchell Weiser    | Werder Bremen            | 9               |
| 9    | Julian Brandt      | Borussia Dortmund        | 8               |
| 9    | Moussa Diaby       | Bayer Leverkusen         | 8               |
| 9    | Thomas Müller      | Bayern Munich            | 8               |
| 9    | Dominik Szoboszlai | RB Leipzig               | 8               |
| 9    | Patrick Wimmer     | VfL Wolfsburg            | 8               |

### Hat-trick
| Cầu thủ        | Câu lạc bộ    | Đối đầu với   | Kết quả | Ngày                 |
| -------------- | ------------- | ------------- | ------- | -------------------- |
| Serge Gnabry   | Bayern Munich | Werder Bremen | 6–1 (N) | 8 tháng 11 năm 2022  |
| Vincenzo Grifo | SC Freiburg   | Union Berlin  | 4–1 (N) | 13 tháng 11 năm 2022 |
| Karim Onisiwo  | Mainz 05      | VfL Bochum    | 5–2 (N) | 28 tháng 1 năm 2023  |
| Marvin Ducksch | Werder Bremen | Hertha BSC    | 4–2 (K) | 22 tháng 4 năm 2023  |

### Số trận giữ sạch lưới
| Hạng | Cầu thủ         | Câu lạc bộ                             | Số trận giữ sạch lưới |
| ---- | --------------- | -------------------------------------- | --------------------- |
| 1    | Mark Flekken    | SC Freiburg                            | 13                    |
| 2    | Koen Casteels   | VfL Wolfsburg                          | 12                    |
| 3    | Gregor Kobel    | Borussia Dortmund                      | 11                    |
| 3    | Frederik Rønnow | Union Berlin                           | 11                    |
| 5    | Lukáš Hrádecký  | Bayer Leverkusen                       | 9                     |
| 6    | Yann Sommer     | Borussia Mönchengladbach Bayern Munich | 8                     |
| 7    | Janis Blaswich  | RB Leipzig                             | 7                     |
| 7    | Robin Zentner   | Mainz 05                               | 7                     |
| 9    | Marvin Schwäbe  | 1. FC Köln                             | 6                     |
| 9    | Kevin Trapp     | Eintracht Frankfurt                    | 6                     |

## Giải thưởng

### Giải thưởng hàng tháng
| Tháng    | Cầu thủ xuất sắc nhất tháng | Cầu thủ xuất sắc nhất tháng | Tân binh xuất sắc nhất tháng | Tân binh xuất sắc nhất tháng | Tham khảo     |
| Tháng    | Cầu thủ                     | Câu lạc bộ                  | Cầu thủ                      | Câu lạc bộ                   | Tham khảo     |
| -------- | --------------------------- | --------------------------- | ---------------------------- | ---------------------------- | ------------- |
| Tháng 8  | Sheraldo Becker             | Union Berlin                | Lee Buchanan                 | Werder Bremen                | [ 56 ] [ 57 ] |
| Tháng 9  | Niclas Füllkrug             | Werder Bremen               | Tom Krauß                    | Schalke 04                   | [ 56 ] [ 57 ] |
| Tháng 10 | Niclas Füllkrug             | Werder Bremen               | Éric Junior Dina Ebimbe      | Eintracht Frankfurt          | [ 56 ] [ 57 ] |
| Tháng 11 | Serge Gnabry                | Bayern Munich               | Éric Junior Dina Ebimbe      | Eintracht Frankfurt          | [ 56 ] [ 57 ] |
| Tháng 1  | Julian Brandt               | Borussia Dortmund           | Karim Adeyemi                | Borussia Dortmund            | [ 56 ] [ 57 ] |
| Tháng 2  | Julian Brandt               | Borussia Dortmund           | Tom Krauß                    | Schalke 04                   | [ 56 ] [ 57 ] |
| Tháng 3  | Raphaël Guerreiro           | Borussia Dortmund           | Henning Matriciani           | Schalke 04                   | [ 56 ] [ 57 ] |
| Tháng 4  | Donyell Malen               | Borussia Dortmund           | Matthijs de Ligt             | Bayern Munich                | [ 56 ] [ 57 ] |

### Giải thưởng hàng năm
| Giải thưởng                     | Cầu thủ giành giải | Câu lạc bộ        | TK     |
| ------------------------------- | ------------------ | ----------------- | ------ |
| Cầu thủ xuất sắc nhất mùa giải  | Jude Bellingham    | Borussia Dortmund | [ 58 ] |
| Tân binh xuất sắc nhất mùa giải | Karim Adeyemi      | Borussia Dortmund | [ 59 ] |

### Đội hình của mùa giải

#### EA Sports
| VT | Cầu thủ            | Câu lạc bộ          | TK     |
| -- | ------------------ | ------------------- | ------ |
| TM | Gregor Kobel       | Borussia Dortmund   | [ 60 ] |
| HV | Jeremie Frimpong   | Bayer Leverkusen    | [ 60 ] |
| HV | Matthijs de Ligt   | Bayern Munich       | [ 60 ] |
| HV | Nico Schlotterbeck | Borussia Dortmund   | [ 60 ] |
| HV | Alphonso Davies    | Bayern Munich       | [ 60 ] |
| TV | Julian Brandt      | Borussia Dortmund   | [ 60 ] |
| TV | Jude Bellingham    | Borussia Dortmund   | [ 60 ] |
| TV | Jamal Musiala      | Bayern Munich       | [ 60 ] |
| TĐ | Moussa Diaby       | Bayer Leverkusen    | [ 60 ] |
| TĐ | Randal Kolo Muani  | Eintracht Frankfurt | [ 60 ] |
| TĐ | Niclas Füllkrug    | Werder Bremen       | [ 60 ] |